# 매슈 테일러 (축구 선수)
매슈 사이먼 테일러(Matthew Simon Taylor, 1981년 11월 27일 ~ )는 잉글랜드의 전 축구 선수로, 포지션은 미드필더다. 정확한 킥력과 날렵한 드리블이 주특기.

## 유년 경력
선배인 아버지(그의 풀 네임도 매슈 사이먼 테일러이다) 슬하 옥스퍼드 근처 애빙던에서 나고 자라 학교 유소년 축구 선수로 활동했다. 그의 소속 팀은 1995년 'White horse' 학교 컵 13세 이하 팀 부문에서 우승했고, 같은 해 존 메이슨 스쿨과의 Oxfordshire 지역 학교 컵 대회 결승까지 오르게 되었다. 그의 숨겨진 실력은 Headington에서 기틀을 마련한 아버지에 의해 갈고 닦인 것이다.

## 루턴 타운
1999-2000 시즌 초반 이 클럽 무대에서 데뷔함으로써 자신의 커리어를 쌓기 시작했다. 그는 왼쪽 윙백 포지션을 자기 것으로 금세 소화시켰고 그 첫 시즌 올해의 Young Player 상을 수상했다. 루턴 타운에서의 성공적 데뷔는 지역 축구 팀인 옥스퍼드 유나이티드의 시금석이 되었다.

## 포츠머스
그의 인상적인 플레이는 많은 프리미어리그 팀들의 오퍼를 끌었는데, 그 중 선택된 곳은 2002년 7월, 75만 파운드를 제시한 포츠머스였다. 3-5-2 포메이션에서 왼쪽 윙백으로 활약하며, 빠르면서도 날카롭게 왼쪽 라인으로 공격 자원을 배급한 그는 2003년 5월 첫 승격 타이틀을 팀에 안겼다.
시즌 7골을 기록하며 경기를 무난히 소화하던 그는, 2003-04 시즌 직전에 당한 부상으로 포츠머스의 첫 1부 리그 전반기를 뛸 수 없었다. 재활에 성공한 뒤 해리 레드납 (당시 감독)의 새 포메이션(4-4-2)에서 자신의 사이드 백 포지션 감각을 되찾고 익히기 위해 분투했다. 이 시즌 중반 폼을 되찾을 기회로 출전한 경기에서 폼피(Pompey：포츠머스의 팬덤명)에게 승리를 안겼으며, 1부 리그 첫 시즌 실망스러운 골 기록에 만족 못 하던 중 2004년 2월 15일 안필드에서 펼쳐진 FA컵 경기에서 동점골을 기록했다.
1부 리그에서의 첫 골은 2005년 2월 1일 미들즈브러와의 경기에서 이뤄졌다. 애버튼으로부터 온 데이빗 언스워트의 여름 사이닝은 시즌 중반 이후 테일러에게 모범이 되었다.
2005-06 시즌 앨런 페린(당시 감독대행)은 2005년 10월 29일 테일러를 왼쪽 미드필더로 보직 변경시켰고, 그 해 테일러가 선더랜드의 홈 하프라인 근처에서 힘차게 차 올린 공이 골로 연결되었다. 40야드를 날아 꽂힌 이 공은 'BBC 이달의 골'로도 선정되었다. (일명 '독수리 골' 이라 불리는 이 슈팅은 테일러를 잘 모르는 사람 사이에서도 종종 회자된다.) 이 경기에서 그는 선더랜드의 골키퍼 켈빈 데이비스와 마주한 상황에서 하프발리 슛을 그의 머리 위로 넘겨 골로 연결시켰다. 1-0으로 열세에 놓여있던 포츠머스는 테일러의 2골과 2어시에 힘입어 4-1의 대승을 거두었다. 레드납 감독이 돌아온 이후, 테일러는 포지션을 그대로 유지했으나 Andrés D'Alessandro의 임대 이적, 페린이 보직 변경시킨 레프트 백 Grégory Vignal이 레드납의 전술과 일치하지 않아 테일러는 이 시즌 후반까지 왼쪽 풀백으로 돌아가 뛰었다. 이 시즌 그는 34경기 출전에 6골을 기록하며 1부 리그 선수로써 성공적인 시즌을 치렀다고 평가받았다. 그 결정적인 이유 중 하나는 선더랜드와의 경기에서 2-1 승리를 지켜낸 것이며, 나머지 하나는 2006년 4월 29일 위건 애슬래틱과의 원정 경기에서 2-1 승리를 매듭짓고 퇴장에서 살아남은 것이다.
그의 좋은 경기력은 토트넘 핫스퍼와 풀럼의 관심을 불러일으켰다. 하지만 그는 2006년 7월 포츠머스와의 재계약에 사인했다. 2006-07 시즌, 그는 포츠머스의 대표 왼쪽 측면과 중원으로 자리잡았다. 그러나 좋은 경기력에도 불구하고 12월 초 아스톤 빌라와의 경기 전까지 시즌 첫 골을 넣을 수 없었다. 그 경기에서 얻은 PK로 두 번째 골을 기록한 그는 아스날·에버튼과 치른 두 경기에서도 스펙터클한 발리 슛을 골로 연결시켰다. 2007년 4월에는 프래턴 파크에서 치른 맨체스터 유나이티드와의 경기에서 골을 넣어 포츠머스가 1부 리그 챔피언을 2-1로 꺾은 기반을 만들어 주었다. 그의 포츠머스 커리어 마지막 골은 2007년 8월, 그가 5개월 뒤에 새 둥지를 틀 볼턴 원더러스와의 경기에서의 페널티 킥이었다. (3-1 승)

## 볼턴 원더러스
2007-08 시즌 전반부터 같은 포지션인 니코 크란차르와의 경쟁에서 밀려난 그는 선더랜드의 오퍼를 거절한 뒤, 2008년 1월 17일 볼턴 원더러스 FC와의 계약에 사인했다. (이적료 비공개)
2008년 3월 29일 그는 아스날과 분투한 경기에서 첫 골을 기록했다. (3-2 패) 07-08 시즌 마지막날(2008년 5월 11일)에 열린, 첼시와의 경기에선 그의 첫 원정 골을 기록했다. (1-1 무) 이전까지 32번을 등에 달고 뛰던 그는 2008년 7월, Stelios Giannakopoulos의 7번을 물려받게 되었다. 2008년 10월 5일 웨스트햄 유나이티드와의 경기에서는 통산 50번째 골을 기록했으며 (3-1 승) 2009년 4월 11일 첼시와의 경기에서 골을 기록함으로써 리그 골 기록이 두 자릿수에 도달했다.
2009년 7월 장기 재계약에 사인한 그는 2009-10 시즌, 블랙번 로버스와의 경기 직후의 혈액 검사에서 선열(腺熱)을 앓고 있던 사실이 발견되었다.
2009-10 시즌 후반부터 맨체스터 시티에서 이적한 마틴 페트로프와 포지션을 경합했으며, 2010-11 시즌에는 교체 포함 36경기를 소화하며 꾸준히 활약했다.
2010년 12월 26일 웨스트브로미치 앨비언을 상대로 시즌 첫 골, 2011년 5월 14일 블랙풀을 상대로 마지막 골을 기록했다. 참고로 시즌 첫 골의 어시스트는 이청용 선수였다.

## 웨스트 햄 유나이티드
2011년 7월 23일, 그는 웨스트 햄 유나이티드와의 이적 계약에 사인했다. (이적료 비공개) 그의 맹렬한 새 데뷔전은 2011년 8월 7일 카디프 시티와의 홈 경기에서 이뤄졌고 (1-0 패), 9월 10일 그의 친정 클럽 포츠머스와의 경기에서 2011-2012 시즌 첫 골을 기록했다. (4-3 승) 2011년 11월 종아리 근육 부상을 입었으며, 2012년 2월 4일 밀월과의 복귀전에서 후반 교체 투입되어 청신호를 보냈지만, 2월 14일 사우샘프턴과의 경기에서 레드 카드를 받았다.

## 사생활
그는 2010년 초 (2010-11 시즌 중반) KBS1 채널을 통해 방송된 내생애 최고의 D-DAY - 이청용 편에 깜짝 출연한 적이 있다. 그는 훈련장에서 이청용과의 친분을 과시하며 "안녕하세요"라는 인사와 함께 시청자들에게 90도 인사를 보였다.
또, 그는 2011년 1월경 개인 트위터 계정(@MattTaylor07)을 만든 적이 있다. 그런데 만든 지 며 칠 정도는 폭풍 트윗하더니 조금씩 깨알같은 일상을 전하는 목적으로 바뀌고, 어떤 이유에서였는지는 모르지만 몇 달 되지 않아 계정이 말소되었다. 2012년 7월 중순경 공식 트위터 계정(@Official_MattT)이 재차 만들어졌고, 2014년 7월 현재 4만 1천 여명의 팔로워를 보유하고 있다.